# Palicourea tectoneura
Palicourea tectoneura är en måreväxtart som beskrevs av Karl Moritz Schumann och Kurt Krause. Palicourea tectoneura ingår i släktet Palicourea och familjen måreväxter. IUCN kategoriserar arten globalt som sårbar. Inga underarter finns listade i Catalogue of Life.